# Aleksandar Milićević
Aleksandar Milićević (ur. 21 października 1990 w Smederevie) – polski aktor filmowy, teatralny, dubbingowy i telewizyjny pochodzenia serbskiego.

## Życiorys
Urodził się w serbskim mieście Smederevo. Po wybuchu wojny w Jugosławii przeniósł się z rodziną do Opola. Przez kilkanaście lat był członkiem Związku Harcerstwa Rzeczypospolitej. Do czasu zakończenia edukacji szkolnej w I Publicznym Liceum Ogólnokształcącym im. Mikołaja Kopernika był członkiem kilku amatorskich teatrów działających w Opolu. W 2018 ukończył studia na wydziale aktorskim Akademii Teatralnej im. Aleksandra Zelwerowicza w Warszawie.
Jego debiutem filmowym był występ w polsko-amerykańskim filmie fabularno-muzycznym Izy Lach i Snoop Dogga o roboczym tytule Birds of a Feather w którym zagrał partnera Izy Lach. Film doczekał się kilku pokazów przedpremierowych w 2014.
W 2018 w filmie Planeta singli 2 w reż. Sama Akiny zagrał Radka Zawadzkiego, partnera Krystyny Kwiatkowskiej granej przez Danutę Stenkę. Kolejną filmową rolą był Adam Ryba w filmie z 2019 Ciemno, prawie noc w reż. Borysa Lankosza. W tym samym roku pojawiła się kolejna część Planety singli – Planeta singli 3 w której Aleksandar ponownie wcielił się w Radka Zawadzkiego.
Zagrał postać Maximiliana von Fleckensteina w kryminale retro w reżyserii Janusza Majewskiego Czarny mercedes.
Na profesjonalnej scenie debiutował w 2015 w roli Krisa Kristoffersona we wrocławskim teatrze Capitol w spektaklu Joplin w reż. Tomasza Gawrona. W 2016 zagrał Axela w przedstawieniu na podstawie scenariuszy filmowych Larsa von Triera ICOIDI w reż. Mai Kleczewskiej w teatrze Collegium Nobilium. W 2017 wcielił się w Clifforda Andersona w Śmiertelnej Pułapce w reż. Andrzeja Strzeleckiego na podstawie scenariusza teatralnego Iry Levina.

## Filmografia
- 2025 - Królowie jako Gabriel Bażyński

- 2023 – Przysięga Ireny jako Lazar
- 2023 – M jak miłość jako mecenas Marek Rotkiewicz
- 2020 – Mayday jako lekarz
- 2019 – Ciemno, prawie noc jako Adam Ryba
- 2019 – Czarny mercedes jako hrabia Maximilian von Fleckenstein
- 2019 – Planeta singli 3 jako Radek Zawadzki, partner Krystyny
- 2018 – Plan B jako chłopak w kawiarni
- 2018 – Planeta singli 2 jako Radek Zawadzki
- 2018 – W rytmie serca jako Jan, syn Wandy Kuźnik i Bartosza; Bartosz, były partner Wandy Kuźnik, ojciec Jana (odcinek 18)
- 2018 – Wojenne dziewczyny jako recepcjonista (odcinki 16, 17)
- 2017–2018 – Barwy szczęścia jako Feliks Zaleski
- 2017 – Najpiękniejsze fajerwerki ever jako chłopak na imprezie
- 2017 – Za marzenia jako pracownik banku (odcinek 1)
- 2016 – Ojciec Mateusz jako Wojciech Biernacki (odcinek 198)
- 2015 – Przyjaciółki jako student Rafał (odcinek 70)